# Sardonisk

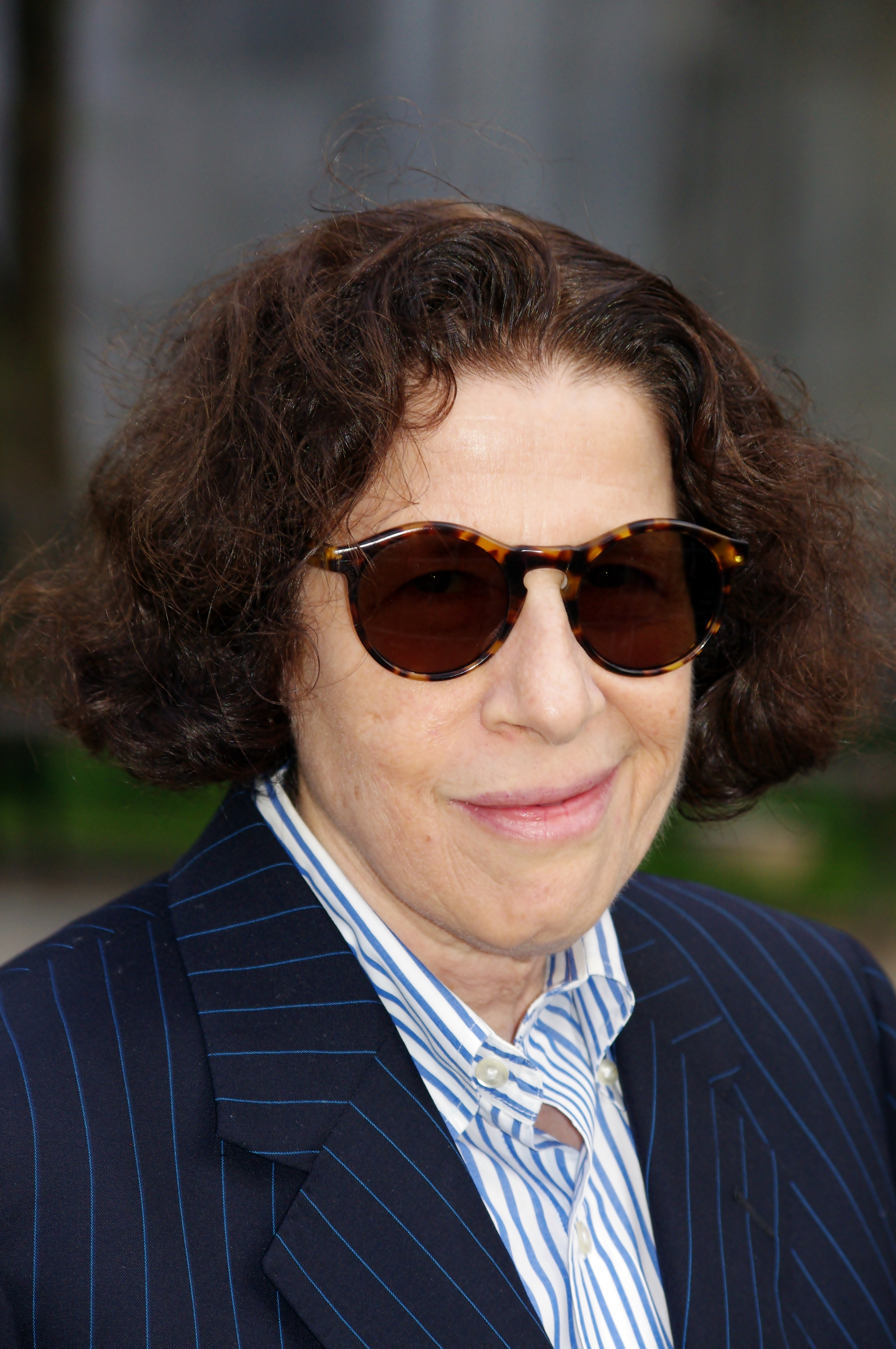
Stilen hos författaren och talaren Fran Lebowitz har beskrivits som sardonisk.

Sardonisk är ett begrepp som betyder att vara hånfull eller bitter, eller humoristisk på ett föraktfullt eller cyniskt sätt. Begreppet avser speciellt det ansiktsuttryck som anläggs i samband med ett uttalande, som kan vara "en sardonisk blick" eller "ett sardoniskt leende".
Ett skämt eller en form av humor som är sardonisk innebär ofta att man uttrycker en obekväm sanning på ett skickligt och inte nödvändigtvis skadligt sätt, ofta med en viss skepsis. 
Ett sardoniskt uttalande som hänvisar till en person eller en personlig egenskap innehåller ett visst mått av bitterhet.
Författaren och talaren Fran Lebowitz har en humor och stil som ofta beskrivits som sardonisk.